# Capella del Pilar (Taradell)
La Capella del Pilar és una obra de Taradell (Osona) inclosa a l'Inventari del Patrimoni Arquitectònic de Catalunya.

## Descripció
Capella d'una sola nau (10x4), coberta a dues vessants amb el carener perpendicular a la façana situada a ponent. El capcer està coronat per un campanar de ferro forjat, sense campana. La façana presenta un portal adovellat, les dovelles del qual no són de pedra sinó d'estuc. Al damunt s'hi obre un petit òcul de ceràmica vidriada elements que es repeteix al mur de llevant. Davant del portal hi ha una mena d'atri, sense cobrir amb bancs de totxo arrebossats i el terra és de rajola. A migdia s'hi obre un portal i a tramuntana una finestra, ambdues obertures semblen de construcció recent. A l'interior hi ha un altar amb un frontal policromat i un armari de sagristia. L'estat de conservació no és gaire bo.

## Història
Capella advocada a la Mare de Déu del Pilar, actualment ha perdut les funcions religioses i és destinada a magatzem. Fou construïda a finals del segle xix prop del mas de Llagostera de Baix on va néixer Ramon Masnou que fou bisbe de Vic. La història del mas es remunta al segle xvi segons consta en els fogatges de 1553 de la parròquia i terme de Santa Eugènia de Berga i més tard la trobem registrada en el Nomenclàtor de la província de Barcelona de l'any 1860.